# Печенье

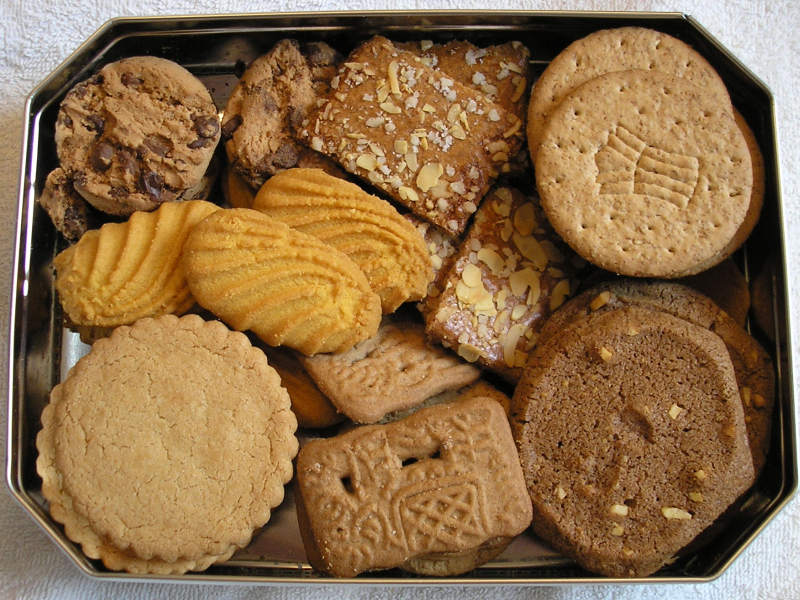
Шведские семь видов печенья

Пече́нье — небольшие мучные кондитерские изделия различной формы и пониженной влажности. Выпекается из различных видов теста.

## Классификация[1]
- Печенье (бисквит, от англ. biscuit — сухое печенье)
  - Сахарное (пример: Юбилейное).
  - Полусахарное (Звёздочка, Казбек, Дальневосточное) — изготавливается из специальной муки крупного помола по рецептуре затяжного печенья.
  - Затяжное (Мария).
- Сдобное печенье (петифур)
  - Песочное (из песочного теста, пример: Курабье бакинское, Зандкухен)
  - Овсяное.
  - Печенье-сухарики (Ватрушка, Кексики с фруктовой начинкой, Московские хлебцы, Рубэ).
  - Печенье типа пирожных (Мечта, Сахарная трубочка с шоколадом, Стефания).
  - Сбивное печенье
    - Бисквитно-сбивное (Ленинградское, Сахарное, Союзное, Цветочек).
    - Белково-сбивное и миндально-ореховое (Восточное, Лакомка, Миндальное, Южное).
- Сухое печенье
  - Крекер.
  - Галеты.

## Способы промышленного приготовления теста для печенья
Приготовление сахарного теста.
Замес сахарного теста при поточно-механизированном производстве печенья, как правило, осуществляется в непрерывно действующих месильных машинах.
Особенность бисквитного теста состоит в том, что для его приготовления используется 10—12 разнородных видов сырья. При непрерывном замесе теста все виды сырья должны непрерывно дозироваться в тестомесильную машину в нужном соотношении.
Сахарное печенье характеризуется значительной пористостью, хрупкостью и набухаемостью; имеет на лицевой поверхности рисунок, что обеспечивается за счёт выработки из пластичного теста, имеющего легко рвущуюся консистенцию.
Затяжное печенье — слоистое, обладает меньшей хрупкостью и набухаемостью, содержит меньше сахара и жиров, вырабатывается из упруго-эластичного теста на поточных высокомеханизированных линиях высокой производительности (до 900 кг/ч).
Затяжное тесто отличается от сахарного теста упруго-эластичными свойствами. Чтобы получить тесто с такими структурно-механическими свойствами, необходимо при замесе создать условия для наиболее полного набухания белков клейковины. Эти условия предопределяются рецептурным составом сырья и технологическими параметрами замеса теста.
В затяжном тесте, влажность которого почти в 1,5 раза выше сахарного теста, содержание сахара почти в 2 раза меньше.
Сдобное печенье выпускается разнообразной формы, небольших размеров, из теста, разнообразного по своим свойствам и содержащего большое количество сахара, жира и яйцепродуктов.

## Сорта
- Альфахор
- Анзак
- Бетменхен
- Бискотто
- Брауни
- Гогошь
- Крембо
- Крумкаке
- Курабье
- Кучюкай
- Мадлен
- Мария
- Облатка
- Овсяное печенье
- Оливер
- Пиньоли
- Пипаркукас
- Польворон
- Поп-тартс
- Пряничный человечек
- Рогалик
- Розетта
- Руссиш брот
- Сабле
- Сабля святого Симона
- Савоярди
- Спекулос
- Стропвафли
- Тайяки
- Тетёрка
- Хворост
- Choco Pie
- Tim Tam